# Alstonita
La alstonita es un mineral de la clase de los minerales carbonatos y nitratos, y dentro de esta pertenece al llamado “grupo de la alstonita-baritocalcita”. Fue descubierta en 1841 en una mina cerca de Alston (Reino Unido), siendo nombrada así por esta localidad. Un sinónimos poco usado es bromlita.

## Características químicas
Es un carbonato anhidro de bario y calcio, sin aniones adicionales. Cristaliza en sistema cristalino triclínico y es polimorfo de la baritocalcita y de la paralstonita, de igual fórmula química pero que la primera cristaliza en monoclínico y la segunda en trigonal.

## Formación y yacimientos
Aparece como mineral de alteración hidrotermal de baja temperatura, típicamente en los yacimientos de este tipo ricos en plomo y cinc, más rara vez en carbonatitas.
Suele encontrarse asociado a otros minerales como: calcita, barita, ankerita, siderita, benstonita, galena, esfalerita, pirita o cuarzo.